# Малюшицький Володимир Федорович
Володимир Федорович Малюшицький (1907 — ?) — український радянський діяч, директор Бобровицької МТС Бобровицького району Чернігівської області. Депутат Верховної Ради УРСР 2-го скликання.

## Життєпис
Народився у родині робітника-залізничника. З юних років наймитував.
У 1928—1930 роках — робітник, у 1930—1932 роках — голова робітничого комітету Озерянського радгоспу Бобровицького району Чернігівщини.
У 1932—1941 роках — заступник директора Озерянського радгоспу Бобровицького району; директор Бобровицької машинно-тракторної станції (МТС) Бобровицького району Чернігівської області.
Член ВКП(б).
Під час німецько-радянської війни у 1941 році разом із Бобровицькою МТС був евакуйований до Воронезької області РРФСР.
З 1943 року — знову директор Бобровицької машинно-тракторної станції (МТС) Бобровицького району Чернігівської області.